# (6662) 1993 BP13
A (6662) 1993 BP13 a Naprendszer kisbolygóövében található aszteroida. Ueda Szeidzsi és Kaneda Hirosi fedezte fel 1993. január 22-én.